# Дубравка (Михаловце)
Дубравка (слч. Dúbravka) насељено је мјесто са административним статусом сеоске општине (слч. obec) у округу Михаловце, у Кошичком крају, Словачка Република.

## Становништво
| Година:    | 1994. | 2004.   | 2014.   | 2024.   |
| ---------- | ----- | ------- | ------- | ------- |
| Број људи: | 703   | 661     | 693     | 663     |
| Разлика:   |       | -5,97 % | +4,84 % | -4,32 % |

| Година:    | 2023. | 2024.   |
| ---------- | ----- | ------- |
| Број људи: | 659   | 663     |
| Разлика:   |       | +0,60 % |

Према подацима о броју становника из 2011. године насеље је имало 684 становника.